# Лихоманковий код
Той, що біжить лабіринтом. Код Лихоманки (Лихоманковий код) — п'ята книга серії книг Джеймса Дашнера «Той, що біжить лабіринтом» в жанрі молодіжної антиутопії. Книга була опублікована видавництвом Delacorte Press в 2016 році. Український переклад поки наявний тільки аматорський.

## Сюжет
У прологу солдати з організації WICKED прибувають, щоб забрати сестру Н’юта — Ліззі. Однак батьки Н’юта й Ліззі чинять опір і їх убито. Оскільки Н’ют і Ліззі тепер сироти, WICKED забирає їх обох, а Н’юта використовують як контрольного піддослідного.
У основному сюжеті з’являється Стівен, якого співробітники організації WICKED (World In Catastrophe: Killzone Experiment Department — Департамент експериментів у «зоні смерті» під час катастрофи) перейменовують на Томаса. Killzone тут означає мозок — «зону ураження» Flare. Томасу всього п’ять років, і оскільки його батько тяжко інфікований Flare, мати віддає його заради його ж безпеки.
У головному сюжеті п’ятирічний Томас опиняється під наглядом організації WICKED у їхньому центральному комплексі, захованому в лісах Аляски. Тут його знайомлять із Терезою, відсутність імунітету до Flare змушує WICKED проводити над ним численні аналізи крові та навчальні заняття. Друзі-опікуни призначають йому наставника — доктора Пейдж, яка поступово стає його улюбленою опікункою.
Згодом Томас і Тереза разом із новими знайомими — Ньютом, Мінхо та Елбі — починають таємно досліджувати територію комплексу. Ньют повідомляє, що його сестру, переіменовану Соню, утримують у “Групі B”. Під час однієї з вилазок усі четверо вирушають за межі комплексу, але потрапляють у полон охоронців WICKED. Томаса й Терезу закидають у так звані “Ями для божевільних” (Crank pits), а Ньюта відправляють на перевірку на наявність вірусу. У забутому кутку споруди вони натикаються на засновника WICKED, який, втрачаючи розум, викарбовує на дошці фразу “WICKED is good”.
Після випробувань п’ятеро дітей зазнають глибоких внутрішніх змін і протягом кількох місяців припиняють свої секретні зустрічі. Однак згодом Тереза зламує систему безпеки WICKED і знову об’єднує друзів. Терезу, Томаса, Аріса та Рейчел залучають до проекту зі зведення Лабіринту. Під час однієї з їхніх зборів Томас із Терезою випадково зустрічають Чарльза (на честь Чарльза Дарвіна), якого називають Чаком; він стає «молодшим братом», якого вони ніколи не мали. Відтоді в їхніх таємних зборах бере участь уже п’ятеро учасників — із Чаком на рівні всіх інших.
Наступного дня WICKED дізнається, що Мінхо намагався втекти, і на очах у Томаса випускає на нього Грівер, аби продемонструвати: кожного, хто намагатиметься втекти та буде спійманий, чекає суворе покарання. Після цього жахливого досвіду Томас повертається до роботи й зосереджує всю свою увагу на будівництві Лабіринту. Незабаром Лабіринт готовий, отже його найкращі та єдині друзі мають стати першими учасниками випробування. Напередодні випробування Томас і Тереза вирушають попрощатися з друзями. Ті запитують, чому випробовують лише їх двох, а не Томаса з Терезою. Нездатність відверто пояснити, що Лабіринт — саме їхній проєкт, лише посилює підозри й обурення друзів. Чак не потрапляє до першої групи, і довгий час він, Томас і Тереза залишаються близькими друзями.
Томас таємно спостерігає за друзями через «леза жуків» і стає свідком того, як один із них, Джордж, раптово втрачає розум і намагається вбити побратимів, проте його зупиняє Албі, вбивши Джорджа. Доктор Ейва Пейдж пояснює механізм його перетворення та виявляє, що Грівери переносять вірус, схожий на Flare. Вона закладає до постачального ящика експериментальний препарат, хоча він ще перебуває на ранніх стадіях випробувань.
Співробітника WICKED на ім’я Рендалл знаходять за межами комплексу — він інфікований Flare. Доктор Пейдж збирає Терезу й Томаса та зізнається, що підозрює інших працівників WICKED у зараженні Flare. Вона доручає Томасу, Терезі, Арісу й Рейчел таємну місію з ліквідації інфікованих — операцію, яку називають «Очищення» (the Purge). Перед початком операції Томас вагається, і тоді Тереза нагадує йому про своє минуле життя, про яке вона колись згадувала. У цей момент виявляється, що Тереза насправді була тією дівчинкою Діді, яка вижила в приквелі «Наказ про вбивство» .
За кілька місяців після «Очищення» Томаса відправляють у пустелю під назвою «Обпалена земля» (Scorch), щоб випробувати Flat Trans — телепортаційний пристрій. Там він знайомиться з Хорхе та Брендою, які натякають, що учасники Лабіринту (Gladers) мають пройти «Обпалeну землю» як другу фазу випробувань. Томас доходить висновку, що лікування від Flare ніколи не стане реальністю, усвідомлює, що його друзі безпідставно страждають, і дає собі слово врятувати їх.
Повернувшись на базу, Томас розробляє ретельний план втечі з-під контролю WICKED. Він пропонує вводити в Лабіринт обраних кандидатів із збереженими спогадами, щоб вони могли врятувати Глейдерів. Тереза, хоч і вагається, передає цю ідею доктору Пейдж, не розкриваючи справжніх мотивів. Отримавши схвальну відповідь, напередодні свого та за добу до інсерції Терези Томас запрошує її провести ніч у своїй кімнаті. Під час цієї зустрічі вони частково визнають свої почуття одне до одного та засинають в обіймах.
Наступного ранку, готуючись до відправлення в Глейд, Томас отримує від докторки Пейдж дивний напій, який виявляється анестетиком. Вона зізнається, що сама заражала працівників WICKED вірусом Flare, адже прагнула продовжити дослідницькі випробування після Завдань у Лабіринті. Незважаючи на попередню домовленість із Томасом і Терезою, докторка наказує стерти його спогади. Томас відчуває зраду та безповоротну втрату своїх переживань, коли його пам’ять починають стирати. Книга закінчується тим, що він, уже позбавлений спогадів, уперше виходить із «Коробки» — і саме це стає початком подій основної серії.
Ще один лист Терези свідчить про те, що вона знала: перед поміщенням у Лабіринт у Томаса стеруть спогади, натомість її власні залишаться недоторканими. У кінці листа Тереза зізнається, що досі вірить у WICKED і збирається увійти в Лабіринт з татуюванням «WICKED is good» на руці, переконана, що колись друзі їй за це подякують.